# Huvudhultakvarn (naturreservat)
Huvudhultakvarn är ett naturreservat i Emmaboda kommun i Kalmar län.
Området är naturskyddat sedan 1975 och är 32 hektar stort. Reservatet ligger i en dalgång omkring en biå till Lyckebyån, och en del av ån, och består av lövskog och i sydöstra delen barrskog. I botten av dalgången finns också mader.  